# うつけ
うつけとは、元々空っぽという意味であり、転じてぼんやりとした人物や暗愚な人物、常識に外れた人物を指す。うつけ者ともいう。字は「空」「虚」「躻」などと書く。
実際に暗愚な人物がうつけと呼ばれるというよりも、奇矯なふるまいなどにより「うつけ」と呼ばれるだけで実際には暗愚なわけではない場合も多い。

## 人物
うつけと呼ばれた人物
- 織田信長
- 吉川広家

うつけ等低い評価を下された人物
- 北条高時
- 足利義政
- 今川氏真

うつけを装った人物 - 兵法三十六計「仮痴不癲」にあたる。
- 前田利常
- 宇喜多直家

## その他
うつけの意味の日本語訳名がついた作品
- 交響曲第60番 (ハイドン)-「うつけ者」「うっかり者」というあだ名がある。